# Akletos
Genre
Akletos est un genre de passereaux de la famille des Thamnophilidae. Il comprend deux espèces d'alapis.

## Taxonomie
En 2018 le congrès ornithologique international  a rétabli le genre Akletos en le séparant du genre Myrmeciza après une étude de phylogénétique moléculaire par Isler, Bravo & Brumfield qui a montré la paraphylie de ce dernier.

## Répartition
Ce genre se trouve à l'état naturel dans l'Ouest de l'Amazonie,.

## Liste des espèces
Selon la classification de référence du Congrès ornithologique international (version 8.1, 2018) :
- Akletos goeldii (Snethlage, E, 1908) — Alapi de Goeldi, Fourmilier de Goeldi
- Akletos melanoceps (von Spix, 1825) — Alapi à épaules blanches, Alapi de Spix, Fourmilier de Spix